# Copa Ciudad de Rosario 2012
La Copa Ciudad de Rosario 2012 fue la tercera edición de este torneo Internacional de verano. Apoyado por la Municipalidad de Rosario. Se disputó en el estadio Gigante de Arroyito de Rosario, (Argentina) entre el 27 de enero y el 29 de enero de 2012. Contó con la participación de tres equipos argentinos: Rosario Central (organizador del torneo), Atlético Rafaela, Colón de Santa Fe y un cuarto equipo peruano: FBC Melgar de Arequipa.
El campeón fue Atlético Rafaela que derrotó en la final Rosario Central 2 a 1.  ARF Lo organiza el Gobierno de Santa Fe . Amistoso no es . Municipalidad de Rosario pone la Copa.

## Equipos participantes
| País      | Equipo              |
| --------- | ------------------- |
| Argentina | Rosario Central     |
| Argentina | Colón               |
| Argentina | Atlético de Rafaela |
| Perú      | Melgar              |

## Cuadro
|  | Semifinales                     | Semifinales                     |   |                                 | Final                           | Final       |  |
|  | 27 de enero                     | 27 de enero                     |   |                                 | 29 de enero                     | 29 de enero |  |
|  |                                 |                                 |   |                                 |                                 |             |  |
|  | 27 de enero, 22:00 (Hora local) |                                 |   |                                 |                                 |             |  |
|  | Rosario Central                 | 2                               |   |                                 |                                 |             |  |
|  | Melgar                          | 0                               |   |                                 |                                 |             |  |
|  |                                 |                                 |   |                                 |                                 |             |  |
|  |                                 |                                 |   |                                 | 29 de enero, 20:00 (Hora local) |             |  |
|  |                                 |                                 |   |                                 | Rosario Central                 | 1           |  |
|  |                                 | Atlético de Rafaela             | 2 |                                 |                                 |             |  |
|  |                                 |                                 |   |                                 |                                 |             |  |
|  |                                 |                                 |   |                                 |                                 |             |  |
|  |                                 |                                 |   |                                 | Tercer lugar                    |             |  |
|  | 27 de enero, 20:00 (Hora local) | 27 de enero, 20:00 (Hora local) |   | 29 de enero, 18:00 (Hora local) | 29 de enero, 18:00 (Hora local) |             |  |
|  | Atlético de Rafaela             | 3                               |   | Melgar                          | 0                               |             |  |
|  | Colón                           | 1                               |   |                                 | Colón de Santa Fe               | 3           |  |

### Semifinales
| 27 de enero de 2012 | Rosario Central           | 2:0 (1:0) | Melgar | Gigante de Arroyito, Rosario |                           |
|                     | Gómez 28' · Valentini 92' |           |        | Árbitro(s): Ariel Montero    | Árbitro(s): Ariel Montero |

| 27 de enero de 2012 | Atlético de Rafaela           | 3:1 (0:1) | Colón      | Gigante de Arroyito, Rosario |                            |
|                     | Gandín 68' 84' · Depetris 88' |           | Higuaín 7' | Árbitro(s): Mauro Vigliano   | Árbitro(s): Mauro Vigliano |

### Tercer lugar
| 29 de enero de 2012 | Melgar | 0:3 (0:2) | Colón                                               | Gigante de Arroyito, Rosario |  |
|                     |        |           | Barraza 28' · Moreno y Fabianesi 43' · González 57' |                              |  |

### Final
| 29 de enero de 2012 | Rosario Central   | 1:2 (0:1) | Atlético de Rafaela | Gigante de Arroyito, Rosario |  |
|                     | Castillejos 90+4' |           | Carignano 16' 55'   |                              |  |

| Predecesor: Copa Ciudad de Rosario 2011 | Copa Ciudad de Rosario 2012 | Sucesor: por disputar |